# Клеменс, Паскаль
Паскаль Клеменс (нем. Pascal Klemens; родился 23 февраля 2005 года, Берлин, Германия) — немецкий футболист, защитник клуба «Герта» (Берлин).

## Клубная карьера
Паскаль Клеменс — воспитанник «Герты (Берлин)». За резервную команду дебютировал в матче против «Луккенвальде». За основу «Герты» дебютировал 27 мая 2023 года в матче против «Вольфсбурга».

## Карьера в сборной
За сборные Германии до 17 и 18 лет сыграл 6 матчей.